# Gia ena tango
Gia ena tango (ang. For a Tango, Za tango) – piosenka napisana i wykonywana przez Haris Alexiou.  
Utwór został wydany na płycie Anthologia Best 2CD (Capitol Music, 2006) jej 40 najwybitniejszych utworów. W 1997 utwór był hitem muzycznym  w Grecji.
Jest jednym z dwóch tang obok "Nefeli's tango" nagranym przez artystkę. Utwór jest tańczony jako tango nuevo. Gia ena tango jest pierwszym utworem na płycie Ena Fili Tou Kosmou (Pocałunek dla świata) wydanym w 1997 przez Mercury/Polygram Music. 
Polskie wykonanie Gia ena tango znajduje się na wydanej w 2005 roku płycie Mai Sikorowskiej pod tytułem Kraków-Saloniki.
Hiszpańskie tłumaczenie Per una cançó wykonywane jest przez Marię del Mar Bonet.